# District de Chiisagata
Le district de Chiisagata (小県郡, Chiisagata-gun) est un district de la préfecture de Nagano, au Japon, doté d'une superficie de 241,04 km2.

## Municipalités
- Aoki
- Nagawa